# CR128 (Luxemburg)
De CR128 (Chemin Repris 128) is een verkeersroute in Luxemburg tussen Heffingen (CR119) en Reisdorf (N10). De route heeft een lengte van ongeveer 17 kilometer.

## Routeverloop
De route begint ten westen van Heffingen en gaat oostwaarts door Heffingen heen om vervolgens geleidelijk naar het noorden af te buigen naar Christnach. De route blijft tot aan Haller door open velden gaan en is licht heuvelig. Na Haller gaat de route door bosachtig gebied naar Beaufort. Vlak voor de plaats Beaufort stijgt de route met gemiddeld 8% over ongeveer 800 meter. Hierna stijgt de route nog verder tot uiteindelijk 410 meter boven zeeniveau op de grens van de kantons Echternach en Diekirch. Hierna daalt de route over ongeveer 3,5 kilometer met gemiddeld 7% naar 182 meter boven zeeniveau in de plaats Reisdorf. Dit gedeelte van de route bevat meerdere haarspeldbochten en ligt grotendeels in open gebied. In Reisdorf tussen de CR358 en de N10 is de route ingericht als eenrichtingsverkeersweg richting de N10 toe. Verkeer in de andere richting kan gebruik maken van de CR358, wat op dit gedeelte eveneens ingericht is als eenrichtingsverkeersweg echter dan vanaf de N10.

## Plaatsen langs de CR128
- Heffingen
- Christnach
- Waldbillig
- Haller
- Beaufort
- Reisdorf

## CR128a
De CR128a is een aftakkingsweg tussen Reisdorf en Bigelbach. De ongeveer 1,4 kilometer lange route verbindt de CR128 ten zuiden van Reisdorf met de plaats Bigelbach.
CR101 ·
CR102 ·
CR103 ·
CR104 ·
CR105 ·
CR106 ·
CR107 ·
CR108 ·
CR109 ·
CR110 ·
CR111 ·
CR112 ·
CR113 ·
CR114 ·
CR115 ·
CR116 ·
CR117 ·
CR118 ·
CR119 ·
CR120 ·
CR121 ·
CR122 ·
CR123 ·
CR124 ·
CR125 ·
CR126 ·
CR127 ·
CR128 ·
CR129 ·
CR130 ·
CR131 ·
CR132 ·
CR133 ·
CR134 ·
CR135 ·
CR136 ·
CR137 ·
CR138 ·
CR139 ·
CR140 ·
CR141 ·
CR142 ·
CR143 ·
CR144 ·
CR145 ·
CR146 ·
CR147 ·
CR148 ·
CR149 ·
CR150 ·
CR151 ·
CR152 ·
CR153 ·
CR154 ·
CR155 ·
CR156 ·
CR157 ·
CR158 ·
CR159 ·
CR160 ·
CR161 ·
CR162 ·
CR163 ·
CR164 ·
CR165 ·
CR166 ·
CR167 ·
CR168 ·
CR169 ·
CR170 ·
CR171 ·
CR172 ·
CR173 ·
CR174 ·
CR175 ·
CR176 ·
CR177 ·
CR178 ·
CR179 ·
CR180 ·
CR181 ·
CR182 ·
CR183 ·
CR184 ·
CR185 ·
CR186 ·
CR187 ·
CR188 ·
CR189 ·
CR190
CR200 ·
CR201 ·
CR202 ·
CR203 ·
CR204 ·
CR205 ·
CR206 ·
CR207 ·
CR208 ·
CR210 ·
CR211 ·
CR212 ·
CR213 ·
CR215 ·
CR216 ·
CR217 ·
CR218 ·
CR219 ·
CR220 ·
CR221 ·
CR222 ·
CR223 ·
CR224 ·
CR225 ·
CR226 ·
CR227 ·
CR228 ·
CR229 ·
CR230 ·
CR231 ·
CR232 ·
CR233 ·
CR234
CR301 ·
CR302 ·
CR303 ·
CR304 ·
CR305 ·
CR306 ·
CR307 ·
CR308 ·
CR309 ·
CR310 ·
CR311 ·
CR312 ·
CR313 ·
CR314 ·
CR315 ·
CR316 ·
CR317 ·
CR318 ·
CR319 ·
CR320 ·
CR321 ·
CR322 ·
CR323 ·
CR324 ·
CR325 ·
CR326 ·
CR327 ·
CR328 ·
CR329 ·
CR330 ·
CR331 ·
CR332 ·
CR333 ·
CR334 ·
CR335 ·
CR336 ·
CR337 ·
CR338 ·
CR339 ·
CR340 ·
CR341 ·
CR342 ·
CR343 ·
CR344 ·
CR345 ·
CR346 ·
CR347 ·
CR348 ·
CR349 ·
CR350 ·
CR351 ·
CR352 ·
CR353 ·
CR354 ·
CR355 ·
CR356 ·
CR357 ·
CR358 ·
CR359 ·
CR360 ·
CR361 ·
CR362 ·
CR364 ·
CR365 ·
CR366 ·
CR367 ·
CR368 ·
CR369 ·
CR370 ·
CR371 ·
CR372 ·
CR373 ·
CR374 ·
CR375 ·
CR376 ·
CR377 ·
CR378 ·
CR379
Routes die cursief vermeld staan, zijn voormalige routes.